# Gato Savannah

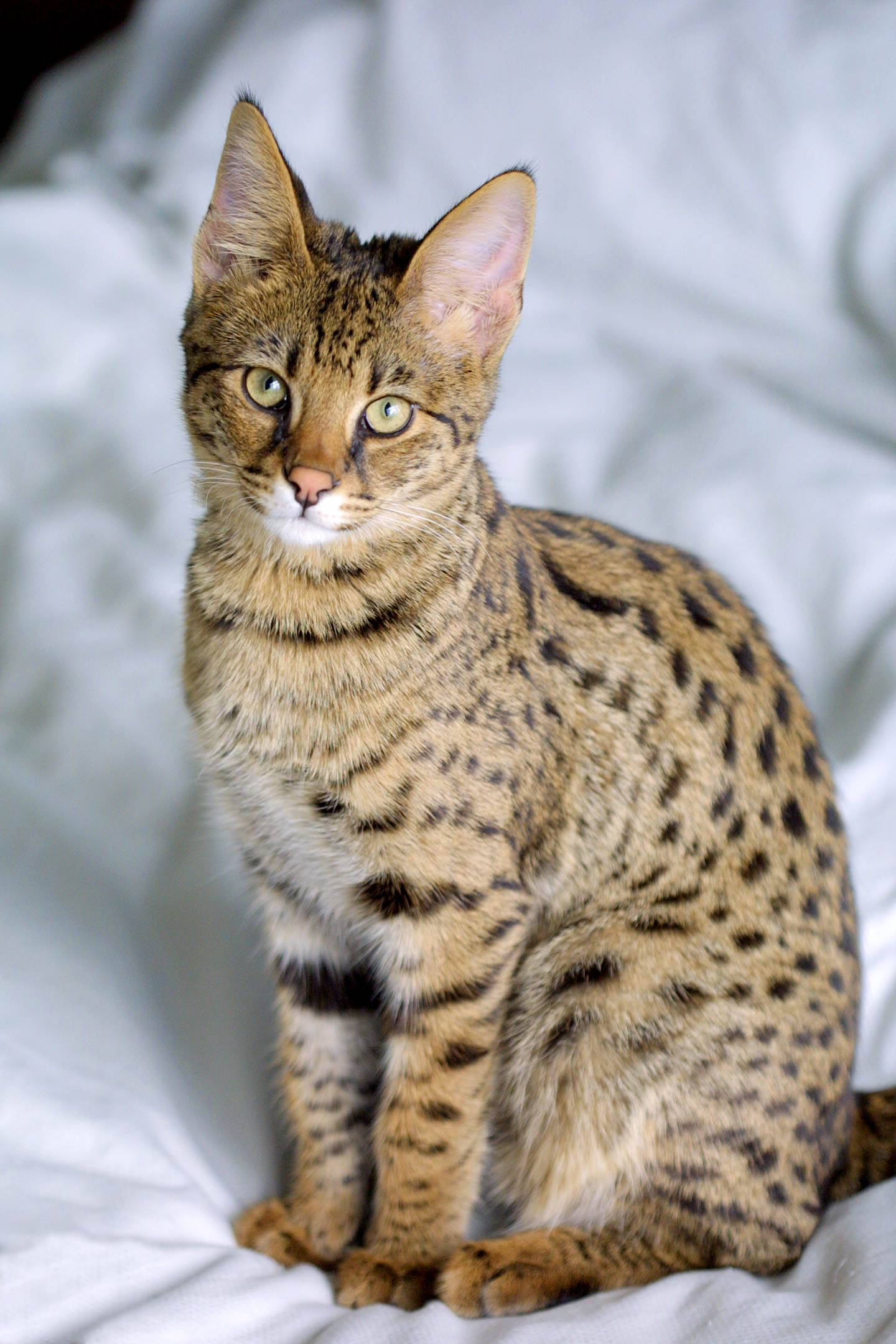
Um gato da raça Savannah

Savannah é uma determinada raça de gatos.
É um animal híbrido nascido do cruzamento de um gato doméstico (felis sylvestris catus) com um serval (Leptailurus Serval). Possui esse nome pelo fato do serval ser um animal típico das savanas; e também porque é o nome do gatil que criou a raça. Pelo fato desta ser resultante do cruzamento de espécies diferentes, a maior parte dos animais é estéril, o que a torna uma raça muito rara.
Os gatos dessa raça possuem um porte intermediário ao do gato doméstico e ao do serval. Sua cabeça possui formato triangular; orelhas esguias e de tamanho grande; e a pelagem formada por manchas iguais a do serval. Porém, a cor do pelo pode variar entre prateado, dourado ou marrom.
Apesar do desenvolvimento da raça Savannah ter começado em 1994, somente em 2000 esta foi registrada na The International Cat Association (TICA - uma das maiores associações que reconhecem as raças de gatos para as competições e campeonatos) como Experimental New Breed; e em maio de 2008, o status da raça passou à Advanced New Breed, um segundo nível que permite que essas raças sejam mostradas em shows da associação.
O Savannah possui característica única: este gato de tamanho avantajado apresenta uma pelagem exótica e um temperamento dócil, além de serem facilmente treinados para andar na coleira, fazer agility ou brincar de trazer de volta objetos arremessados. Os Savannah's podem ser comparados aos cães quanto ao companheirismo, costumam seguir os donos pela casa inteira e são muito interativos.
Eles costumam cumprimentar as pessoas esfregando delicadamente a cabeça nelas. São cheios de energia e sempre prontos para brincar, sendo excelentes companheiros para crianças; um excelente pet de estimação; e podem viver em apartamentos, inclusive com outros gatos — e outros animais —, mas como a raça é mais próxima do selvagem, sugere-se cuidado com relação a aves pequenas.
Outra característica do Savannah é a habilidade para saltar. Eles podem subir facilmente nos lugares mais altos da casa. Eles adoram brincar com água, frequentemente colocando suas patas nesta; ou mergulham seus brinquedos na vasilha de água. Eles são muito inteligentes, o que pode fazer de cada dia em sua companhia uma experiência gratificante.

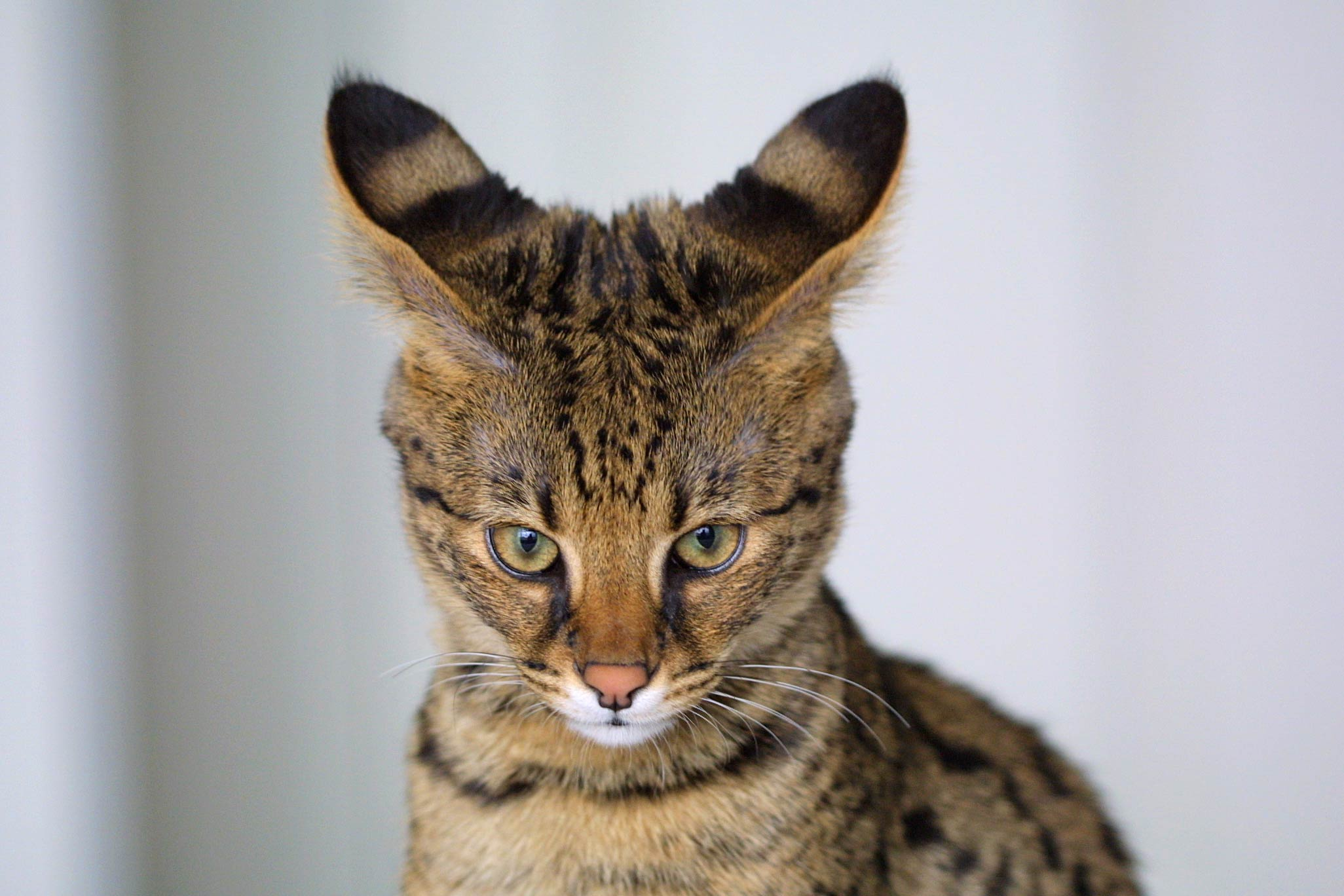

Apresentam aspecto maior, com patas alongadas; também são altos e elegantes. As orelhas são grandes e arredondadas; possuem uma marca clara atrás da orelha chamada ocelli; e a cauda é curta com anéis e ponta preta. Possuem marca de lágrimas: linhas mais escuras que parte do canto medial dos olhos em direção ao focinho.
As cores permitidas do Savannah são: Brown Spotted Tabby, Silver Spotted Tabby, Black Smoke e Black. Um Savannah filhote F1 custa em torno de US$ 15,000; um F2, de US$ 7.000 a US$ 8.000; F3, cerca de US$ 6.500; F4, em torno de US$ 5.000; e o valor dos exemplares mais distantes, F5 e F6, fica entre US$ 2.000 a US$ 4.000. Ao comprar um Savannah, o filhote deve ser castrado e microchipado.